# Primera División 1916 (Uruguay)
Het seizoen 1916 van de Primera División was het zestiende seizoen van de hoogste Uruguayaanse voetbalcompetitie, georganiseerd door de Asociación Uruguaya de Football. De Primera División was een amateurcompetitie, pas vanaf 1932 werd het een professionele competitie.

## Teams
Er namen negen ploegen deel aan de Primera División tijdens het seizoen 1916. Acht ploegen wisten zich vorig seizoen te handhaven en Dublin FC promoveerde vanuit de Divisional Intermedia. Zij kwamen in de plaats van de gedegradeerde ploegen Bristol FC en CA Independencia.
| Club                      | Stad       | Stadion             | Vorig seizoen |
| ------------------------- | ---------- | ------------------- | ------------- |
| Central FC                | Montevideo | Parque Ricci        | 7e            |
| Defensor FC               | Montevideo | Onbekend            | 4e            |
| Dublin FC                 | Montevideo | Onbekend            | 1e (Int.)     |
| Montevideo Wanderers FC   | Montevideo | Estadio Belvedere   | 5e            |
| Club Nacional de Football | Montevideo | Gran Parque Central | 1e            |
| CA Peñarol                | Montevideo | Las Acacias         | 2e            |
| Reformers FC              | Montevideo | Onbekend            | 8e            |
| River Plate FC            | Montevideo | Parque Lugano       | 6e            |
| Universal FC              | Montevideo | Parque Salvo        | 3e            |

## Competitie-opzet
Alle deelnemende clubs speelden tweemaal tegen elkaar (thuis en uit). De ploeg met de meeste punten werd kampioen.
Titelverdediger Club Nacional de Football begon stroef aan het seizoen, na winst op Montevideo Wanderers FC werd er tegen zowel Universal FC als Defensor FC gelijkgespeeld. De remise tegen Defensor bleek echter het laatste puntverlies van Nacional; de overige dertien competitieduels werden allemaal gewonnen en in geen enkele wedstrijd kregen ze meer dan één tegendoelpunt. Nacional behaalde dus ongeslagen de landstitel (de eerste ongeslagen kampioen sinds 1907) en had twaalf punten voorsprong op de nummer twee, rivaal CA Peñarol. De derde plaats was voor Montevideo Wanderers FC. De rode lantaarn was voor Reformers FC; zij wonnen weliswaar vijf duels (meer dan de ploegen direct boven hen), maar verloren ook negen keer. Dit seizoen degradeerde er echter geen ploeg uit de Primera División, dus Reformers trad volgend seizoen ook aan op het hoogste niveau.

### Kwalificatie voor internationale toernooien
Sinds 1900 werd de Copa de Competencia Chevallier Boutell (ook wel bekend als de Tie Cup) gespeeld tussen Uruguayaanse en Argentijnse clubs. De winnaar van de Copa Competencia kwalificeerde zich als Uruguayaanse deelnemer voor dit toernooi. Sinds 1905 werd om een tweede Rioplatensische beker gespeeld, de Copa de Honor Cousenier. De winnaar van de Copa de Honor plaatste zich namens Uruguay voor dit toernooi. De Copa Competencia en Copa de Honor waren allebei een officiële Copa de la Liga, maar maakten geen deel uit van de Primera División.
In 1913 werd er een derde Rioplatensische beker geïntroduceerd, de Copa Ricardo Aldao (afgekort tot Copa Aldao), genoemd naar de voorzitter van het Argentijnse Club de Gimnasia y Esgrima die de beker had geschonken. De Copa Aldao werd betwist tussen de landskampioenen van beide landen om zo te bepalen wie zich de beste Rioplatensische ploeg zou mogen noemen. In tegenstelling tot de andere twee bekers (waarvan de Uruguayaanse deelnemer werd bepaald in een apart toernooi) werd de Uruguayaanse club die aan de Copa Aldao meedeed dus wel bepaald middels de Primera División.

### Eindstand
|     | Club                      | Sp. | W  | G | V | Pnt. | DV | DT | DS  |
| --- | ------------------------- | --- | -- | - | - | ---- | -- | -- | --- |
| 01. | Club Nacional de Football | 16  | 14 | 2 | 0 | 30   | 28 | 5  | +23 |
| 2.  | CA Peñarol                | 16  | 7  | 4 | 5 | 18   | 29 | 19 | +10 |
| 3.  | Montevideo Wanderers FC   | 16  | 7  | 3 | 6 | 17   | 13 | 20 | –7  |
| 4.  | Central FC                | 16  | 6  | 3 | 7 | 15   | 16 | 17 | –1  |
| 5.  | River Plate FC            | 16  | 4  | 5 | 7 | 13   | 18 | 17 | +1  |
| 6.  | Universal FC              | 16  | 3  | 7 | 6 | 13   | 16 | 19 | –3  |
| 7.  | Dublin FC                 | 16  | 4  | 5 | 7 | 13   | 13 | 17 | –4  |
| 8.  | Defensor FC               | 16  | 4  | 5 | 7 | 13   | 10 | 17 | –7  |
| 9.  | Reformers FC              | 16  | 5  | 2 | 9 | 12   | 10 | 22 | –12 |

### Legenda
| Kleur                                                | Kwalificatie voor                       |
| ---------------------------------------------------- | --------------------------------------- |
|                                                      | Copa Aldao 1916                         |
| Copa de Honor Cousenier 1916 (winnaar Copa de Honor) |                                         |
|                                                      | Tie Cup 1916 (winnaar Copa Competencia) |

| Winnaar Primera División 1916      |
| ---------------------------------- |
| Club Nacional de Football 5e titel |

1900 · 1901 · 1902 · 1903 · 1904 · 1905 · 1906 · 1907 · 1908 · 1909 · 1910 · 1911 · 1912 · 1913 · 1914 · 1915 · 1916 · 1917 · 1918 · 1919 · 1920 · 1921 · 1922 · 1923 · 1924 · 1925 · 1926 · 1927 · 1928 · 1929 · 1930 · 1931 · 1932 · 1933 · 1934 · 1935 · 1936 · 1937 · 1938 · 1939 · 1940 · 1941 · 1942 · 1943 · 1944 · 1945 · 1946 · 1947 · 1948 · 1949 · 1950 · 1951 · 1952 · 1953 · 1954 · 1955 · 1956 · 1957 · 1958 · 1959 · 1960 · 1961 · 1962 · 1963 · 1964 · 1965 · 1966 · 1967 · 1968 · 1969 · 1970 · 1971 · 1972 · 1973 · 1974 · 1975 · 1976 · 1977 · 1978 · 1979 · 1980 · 1981 · 1982 · 1983 · 1984 · 1985 · 1986 · 1987 · 1988 · 1989 · 1990 · 1991 · 1992 · 1993 · 1994 · 1995 · 1996 · 1997 · 1998 · 1999 · 2000 · 2001 · 2002 · 2003 ·  2004 · 2005 · 2005/06 · 2006/07 · 2007/08 · 2008/09 · 2009/10 · 2010/11 ·  2011/12 · 2012/13 · 2013/14 · 2014/15 · 2015/16 · 2016 · 2017 · 2018 · 2019 · 2020 · 2021 · 2022 · 2023